# 藤林甲
藤林 甲（ふじばやし こう、1908年5月25日 - 1979年8月21日）は、日本の照明技師である。牧野省三のマキノ・プロダクションにキャリアを始め、東宝を経て戦後、日活の製作再開とともに新東宝から移籍、石原裕次郎主演作のほとんどすべての照明を設計した。テレビ映画では、ユニオン映画の初期作品を手がけたことで知られる。本名は同じで読みが「ふじばやし まさる」。初期別名藤林 まさる（ふじばやし まさる）。日本映画テレビ照明協会の第5代・第7代会長を歴任した。

## 人物・来歴

### サイレントの時代から
1908年（明治41年）5月25日、福岡県福岡市に生まれる。

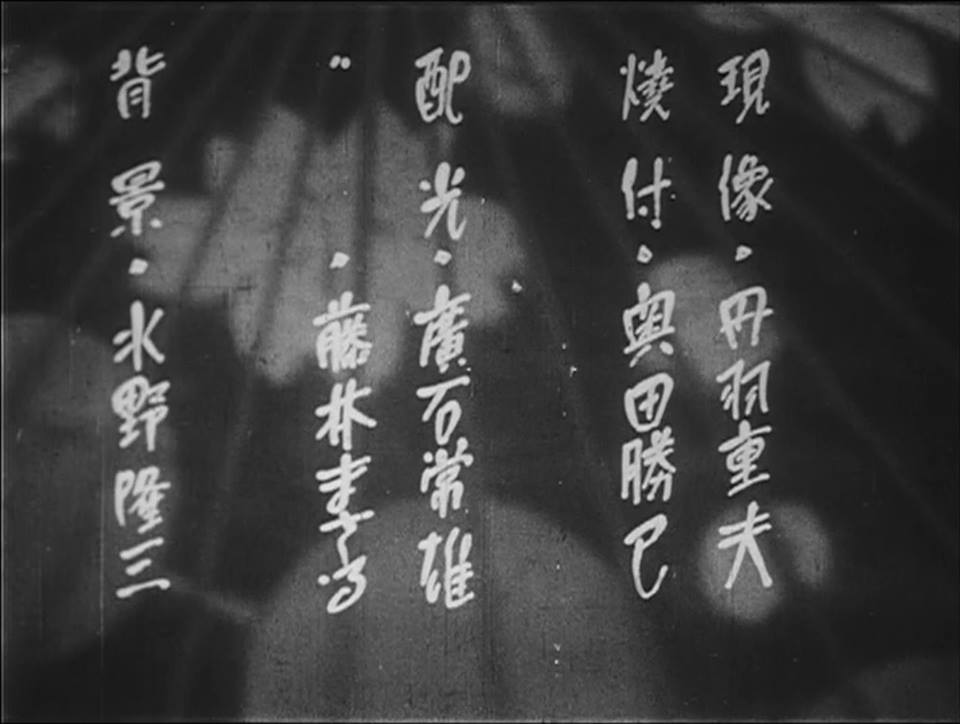
『祇園小唄絵日傘 第一話 舞の袖』（1930年）。「配光」として藤林のクレジットが確認できる。

1921年（大正10年）3月、旧制小学校を卒業、同年4月、福岡県筑紫郡堅粕町（現在の同県福岡市博多区堅粕）の福岡県立福岡中学校（現在の福岡県立福岡高等学校）に入学するも、のちに中途退学する。満17歳になる1925年（大正14年）には、同年6月に設立され、花園天授ヶ丘に御室撮影所を開いたマキノ・プロダクションに入社、光線部（のちの同社配光部、照明部）に配属される。同部には主任技師として大海源太郎がおり、藤林は大海に師事した。当時同社の助監督であった管家紅葉（1909年 - 2006年）は晩年の回想で、大海は「心安かった」、その弟子である藤林も「親切でした」とその人柄を述べている。同年に入社、同じ照明部に配属された同僚に西川鶴三（1910年 - 1970年）がいる。
1929年（昭和4年）7月25日、牧野省三が亡くなり、マキノ・プロダクションは、長男のマキノ正博（のちのマキノ雅弘、1908年 - 1993年）を中心とした体制になる。新体制において藤林の名は見られないが、師の大海が「電氣主任」として記されており、新体制以降も同社に在籍、翌1930年（昭和5年）2月28日に公開された『祇園小唄絵日傘 第一話 舞の袖』（監督金森万象、撮影松浦茂）には藤林 まさるの名で廣石常雄と共同で「配光」（照明）としてクレジットされており、同年7月6日に公開された『少年戦線』にも、同名義で大海と共同で「照明」としてクレジットされている。正確な技師昇進時期は不明であり、この時期に手がけた他の作品については、現状のデータベース等では明らかにはされていない。1931年（昭和6年）に入ると同社の製作業務が行われなくなり、同年10月、同社は解散しているが、同年のある時期に松竹下加茂撮影所に移籍した。

### 長谷川一夫の時代

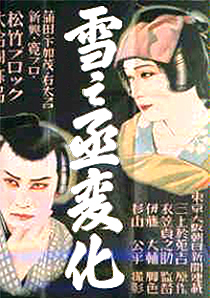
『雪之丞変化』（1935年）。

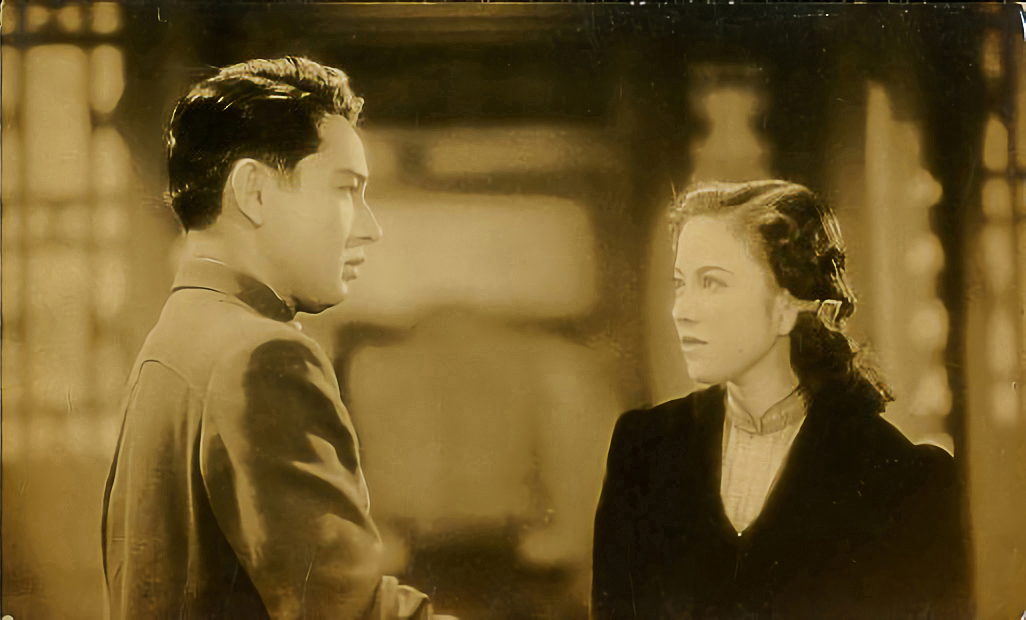
『支那の夜』（1940年）の長谷川一夫と李香蘭。

『日本の映画人 - 日本映画の創造者たち』では、1935年（昭和10年）6月27日に公開された林長二郎主演作『雪之丞変化 第一篇』（監督衣笠貞之助、撮影杉山公平）を「技師一本目作品」としており、日本映画データベースでも「藤林甲」名義の最古の作品に位置づけている。この時期に手がけた他の作品については、現状のデータベース等では明らかにはされていない。林長二郎とは、のちの長谷川一夫（1908年 - 1984年、1938年改名）であり、長谷川に対する照明技師としての仕事は、戦後の新東宝初期までつづいた。
1937年（昭和12年）11月、林長二郎（長谷川一夫）が松竹キネマを退社、東宝映画（現在の東宝）に移籍する際、藤林も行動をともにしている。藤林との同時移籍は、林の東宝への移籍の条件であったとされる。同月に同社京都撮影所（かつてのゼーオースタヂオ、現存せず）で準備された林の移籍第1作『源九郎義経』（監督渡辺邦男）は林への傷害事件が起きて流れ、林の移籍後および改名後の最初の作品は同社東京撮影所（現在の東宝スタジオ）で製作された『藤十郎の恋』（監督山本嘉次郎、撮影三浦光雄）であり、同作は翌1938年（昭和13年）5月1日に公開されている。同作への藤林のクレジットは、記録には残されていないが、熊谷秀夫は同作はもちろん、一連の長谷川主演作品を手がけたと述べている。記録の上では、移籍後の藤林の名が初めて現れる作品は、1939年（昭和14年）1月11日に公開された長谷川の主演作『浪人吹雪』（監督近藤勝彦、撮影伊藤武夫）である。この時代に同社の少女スターだった高峰秀子の回想によれば、高峰からみれば長谷川は「美男子とはほど遠い人」であるのに、藤林が設計した照明を当てると「もの凄く綺麗」であり、「オジサンがこんなに変わるのか」と感じ、「藤やんなくては長谷川さんの人気は、あれほどには上らなかったのではないでしょうか」という。「藤やん」は藤林の愛称である。長谷川とは公私ともに親しくしており、藤林が結婚した際の仲人を務めたのは、長谷川夫妻であった。「長さん」こと石井長四郎（1918年 - 1983年）は当時の藤林のライヴァルであったといい、高峰によれば「藤やんは温和そのもの、長さんは常に戦闘的」な性格であり、「藤やんのライティングは、あくまで美しく、かつ繊細、長さんのライティングはあくまでシャープで意欲的」であったという。
1940年（昭和15年）4月3日に公開された長谷川の主演作『蛇姫様』（監督衣笠貞之助）は、撮影技師・三村明（1901年 - 1985年）と組んだ作品であり、戦前の代表作とされる。同社東京撮影所が中華電影公司と提携し、長谷川が李香蘭（のちの山口淑子、1920年 - 2014年）と共演した『支那の夜』（監督伏水修、前篇・同年6月5日公開、後篇・同15日公開）、同じく華北電影公司と提携し、長谷川が李香蘭と共演した『熱砂の誓ひ』（監督渡辺邦男、前篇・同年12月25日公開、後篇・同28日公開）にも参加し、前者では三村明、後者では友成達雄（1900年 - 没年不詳）と組んだ。1941年（昭和16年）の同社の正月映画のために、森岩雄がマキノ正博を呼び、長谷川を主演、山田五十鈴を相手役に急遽製作することになったのが『昨日消えた男』であった。撮影期間は撮影技師に伊藤武夫、照明技師に藤林、照明応援に西川鶴三が加わるが、マキノは藤林を「この人はマキノプロダクション以来の映画同級生である」と言い、「応援の西川鶴三も、同級生だ」と言う。マキノは「長谷川一夫の顔の傷を出来るだけまともに見せないコンテ」を書き、スタッフ・キャストの協力を得て、9日間で同作を完成、脇で演じた川田義雄は「藤林君と西川君のライトのお蔭で、とても傷跡のある人とも見えませんでした」と評す。同作は同年1月9日に公開され、大ヒットを記録した。
やがて同年末、日本は第二次世界大戦に突入していくが、藤林は、戦時中も長谷川の主演作に関わり続け、1945年（昭和20年）6月28日に公開された長谷川の主演作『三十三間堂通し矢物語』（監督成瀬巳喜男、撮影鈴木博）を最後に、同年8月15日の終戦を迎えた。

### 東宝争議から新東宝へ

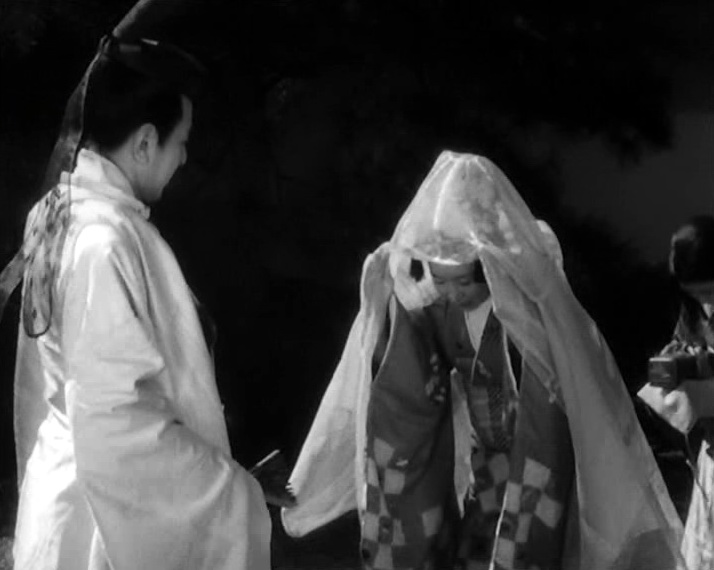
『西鶴一代女』（1952年）のワンカット。右・田中絹代。

戦後、藤林の第1作は、終戦の年の11月22日に公開された榎本健一と轟夕起子の主演映画『歌へ!太陽』（監督阿部豊）であった。同作では松竹蒲田撮影所出身の撮影技師・小原譲治（1905年 - 没年不詳）と組み、以降、新東宝時代までともに多くの作品で組むことになる。翌1946年（昭和21年）には、同年3月28日公開の『浦島太郎の後裔』（監督成瀬巳喜男、撮影山崎一雄）、同年7月4日公開の『僕の父さん』（監督阿部豊、撮影小原譲治）を手がけるが、同年10月に「第二次東宝争議」が起き、同年11月には大河内伝次郎、長谷川一夫、山田五十鈴ら10人の俳優が「十人の旗の会」を結成して日本映画演劇労働組合（日映演）東宝支部を脱退、渡辺邦男が中心となって結成した第三組合である「東宝撮影所従業員組合」に参加、藤林らスタッフもこれに参加している。1947年（昭和22年）初頭、同従組を主体に東宝第二撮影所（のちの国際放映撮影所、現在の東京メディアシティ）で新東宝映画製作所が結成され、藤林は、第1作『東宝千一夜』（構成中村福、撮影三村明）に「照明」としてクレジットされた。同作は同年2月25日、東宝が配給して公開され、以降、本来の東宝撮影所では「東宝争議」が激化していくが、東宝の配給作品は新東宝が製作・供給することになり、藤林は同社で大河内伝次郎が主演する『大江戸の鬼』（監督萩原遼、撮影安本淳・岩佐一泉）に取り組むことになる。撮影技師の西本正（1921年 - 1997年）によれば、撮影助手に来ないかと西本を新東宝映画製作所へ誘ったのが藤林であるといい、西本は藤林の名をマキノから聞いて知っていたといい、同作で西本はサード助手を務めた。
新東宝は、1948年（昭和23年）4月25日に株式会社新東宝として設立、佐生正三郎が社長に就任、ひきつづき東宝の配給に提供する作品を製作しつづけるが、「東宝争議」は同年10月18日に終結し、東宝撮影所の製作機能が正常に戻っていく。藤林が手がけ、1950年（昭和25年）4月2日に公開された『妻と女記者』（監督千葉泰樹、撮影小原譲治）を最後に同社は東宝との配給提携を解消し、自主配給に切り替わる。この時期に藤林は、松竹大船撮影所の小津安二郎が監督した『宗方姉妹』（撮影小原譲治、1950年8月25日公開）、松竹下加茂撮影所を辞して大映に移る間の時期の溝口健二が監督した『雪夫人絵図』（撮影小原譲治、同年10月21日公開）や『西鶴一代女』（撮影平野好美、1952年4月17日公開）、あるいは『戦艦大和』（監督阿部豊、1953年6月15日公開）といった文芸作品を手がけた。
1953年（昭和28年）1月8日公開の『ハワイの夜』は、マキノ雅弘の監督作であり、撮影は三村明、照明は藤林が手がけた作品だが、この公開日が、東宝でマキノ雅弘が監督した『次郎長三国志 第二部 次郎長初旅』と重なっている。『ハワイの夜』の編集はマキノ・プロダクション以来の宮本信太郎（1910年 - 没年不詳）であり、『次郎長三国志』の照明は同じく西川鶴三であった。1954年（昭和29年）3月17日に公開された『春色お伝の方 江戸城炎上』（監督阿部豊、撮影三村明）を最後に東宝を退社、撮影所を新設して製作再開する日活に移籍した。

### 裕次郎の時代

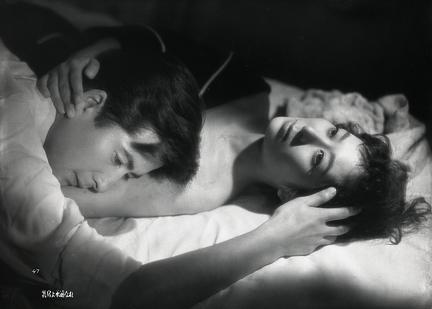
『乳房よ永遠なれ』（1955年）の月丘夢路（右）。

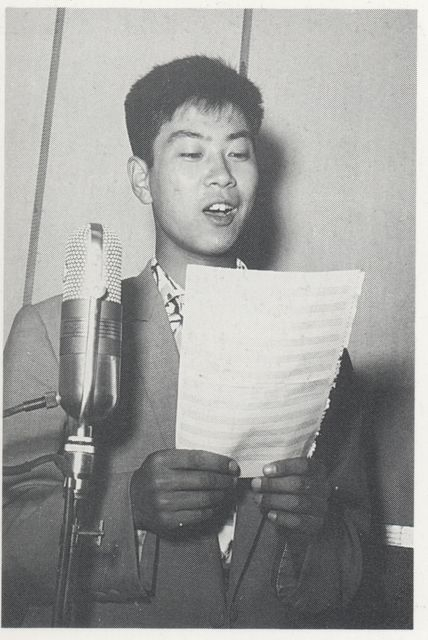
1957年の石原裕次郎。

日活撮影所では、技術課照明係に所属した。藤林は、日活製作再開第1作の現代劇『かくて夢あり』（監督千葉泰樹、撮影峰重義）、時代劇『国定忠治』（監督滝沢英輔、撮影峰重義）の両方を手がけ、いずれも同年6月27日に公開された。当初の同撮影所は人手が足りず、藤林は長谷川一夫に相談し、熊谷秀夫（1928年 - 2013年）、岩木保夫（1927年 - 2011年）が紹介され、大映京都撮影所から同社に移籍している。1955年（昭和30年）に入ると、マキノ雅弘が4本の契約で日活作品を手がけることになり、第1作として、同年2月18日公開の『次郎長遊侠伝 秋葉の火祭り』の撮影に藤林は参加、撮影技師は横山運平の子息の横山実（1912年 - 1986年）、清水次郎長に河津清三郎、森の石松には東宝シリーズと同じ森繁久彌、法印大五郎も東宝専属契約者の田中春男が「法印はわしにやらせ」と立候補したという。同年11月23日に公開した『乳房よ永遠なれ』（撮影藤岡粂信）は田中絹代の監督作で、新東宝でも田中が監督を務めた際には藤林が照明技師を務めており、同作で主演した月丘夢路を藤林は美しく照明設計した。熊谷の回想によれば、ごく初期の段階で「まず月丘夢路をグッと掴まえちゃったんです。その次は北原三枝。その次は裕次郎と、そういう、俳優さんの掴み方が上手いんですよ」という。
石原裕次郎の登場は、1956年（昭和31年）5月17日公開の『太陽の季節』（監督古川卓巳）での脇役を経て、同年7月12日公開の初主演作『狂った果実』（監督中平康）であるが、この時点では藤林は作品に直接関与していない。最初に藤林が裕次郎にライトを当てたのは、三橋達也・月丘夢路の主演作『月蝕』（監督井上梅次、撮影岩佐一泉、同年12月19日公開）であった。主演作では、1957年（昭和32年）5月1日に公開された『勝利者』（監督井上梅次、撮影岩佐一泉）である。以降、裕次郎の主演作は、『俺は待ってるぜ』（監督蔵原惟繕、照明大西美津男、同年10月20日公開）、『錆びたナイフ』（監督舛田利雄、照明大西美津男、1958年3月12日公開）等のいくつかの例外を除いて、ほとんどにおいて藤林が手がけることになる。熊谷によれば、藤林のスタイルを「俳優さん主義のライティング」であるといい、藤林は宣伝用スチル写真の撮影にも立ち会い、現場で「石原裕次郎は脚だけでライト二台要る」と大声で言ってみせたという。藤林は、1959年（昭和34年）2月5日に発表された前年度の第9回ブルーリボン賞で「『陽のあたる坂道』『紅の翼』ほかの照明」を対象として、技術賞を受賞する。ただし『陽のあたる坂道』の照明技師にクレジットされているのは、岩木保夫である。
1963年（昭和38年）1月16日、裕次郎が石原プロモーションを設立、同年、同社が製作した『太平洋ひとりぼっち』（監督市川崑、撮影山崎善弘）に参加、同作は日活の配給で同年10月27日に公開された。同作以降も、藤林は連続的に裕次郎主演作を手がけ続けた。映画界への40年の貢献を記念し、1966年（昭和41年）12月1日、日本映画製作者連盟が主催する第11回「映画の日」永年勤続者表彰を受ける。このときの受賞者にはほかに、潮万太郎（大映）、水原浩一（同）、高田稔（東宝）、久世竜（同）、三井弘次（フリーランス）、吉川満子（同）、高田浩吉（同）ら俳優や、木村恵吾、永富映次郎、渡辺邦男、島耕二、犬塚稔ら監督、伏見晁、野田高梧ら脚本家がいた。1969年（昭和44年）には東宝の森弘充（1922年 - 1974年）に代って日本映画照明協会（現在の日本映画テレビ照明協会）の第5代会長に就任した。1971年（昭和46年）11月、老舗であり大手五社の一社であった日活が成人映画路線に全面的に舵を切り、「日活ロマンポルノ」（1971年 - 1988年）を開始するが、これに前後して、テレビ映画の世界に進出する。この時期の代表作は、テレビ映画では石立鉄男の主演作『パパと呼ばないで』、『雑居時代』、『水もれ甲介』、『気まぐれ天使』、中村雅俊の主演作『俺たちの旅』であり、いずれもユニオン映画の製作物である。石原裕次郎の主演作で最後に携わった作品は、1973年（昭和48年）2月17日に公開された『反逆の報酬』（監督沢田幸弘、撮影金宇満司）であった。1976年（昭和51年）には大映の伊藤幸夫（1919年 - 1992年）に代って照明協会の第7代会長に就任し、翌1977年（昭和52年）には東宝の山口虎男に交代した。
1979年（昭和54年）8月21日、死去した。満71歳没。追悼文を、日活で多くタッグを組んだ撮影技師である横山実が『映画照明』（日本映画照明協会）誌上に発表した。

## フィルモグラフィ
特筆以外すべて「照明」である。東京国立近代美術館フィルムセンター（NFC）、デジタル・ミーム等での所蔵状況も記した。

### 1930年代
- 『祇園小唄絵日傘 第一話 舞の袖』 : 監督金森万象、原作長田幹彦、脚本東艸之介、撮影松浦茂、主演秋田伸一、製作マキノプロダクション御室撮影所、配給マキノキネマ、1930年2月28日公開 - 廣石常雄と共同で「藤林まさる」名義で配光（照明）[9]、50分の16mmフィルム版上映プリントが現存[42]
- 『少年戦線』（『少年戰線』[2]） : 指導マキノ正博、監督三上良二、原作大倉桃郎、脚色・潤色根岸東一郎、撮影野村金吾、主演水谷正一、製作マキノプロダクション御室撮影所、配給マキノキネマ、1930年7月6日公開 - 大海源太郎と共同で「藤林まさる」名義で照明[2][9]、『改訂 少年戰線』題の62分の上映用プリントをNFCが所蔵[2]

- 『雪之丞変化 第一篇』 : 監督衣笠貞之助、原作三上於菟吉、脚本伊藤大輔、撮影杉山公平、主演林長二郎、製作松竹京都撮影所、配給松竹キネマ、1935年6月27日公開
- 『雪之丞変化 第二篇』 : 監督・脚本衣笠貞之助、原作三上於菟吉、撮影杉山公平、主演林長二郎、製作松竹京都撮影所、配給松竹キネマ、1935年10月1日公開
- 『雪之丞変化 解決篇』 : 監督・脚本衣笠貞之助、原作三上於菟吉、撮影杉山公平、主演林長二郎、製作松竹京都撮影所、配給松竹キネマ、1936年1月15日公開

- 『浪人吹雪』 : 製作森田信義・竹井諒、監督近藤勝彦、原作吉川英治、脚本小林正、撮影伊藤武夫、主演長谷川一夫、製作東宝映画東京撮影所、配給東宝映画、1939年1月11日公開 - 照明[3]
- 『喧嘩鳶 前篇』 : 製作森田信義、監督石田民三、原作邦枝完二、脚本五日市徹、撮影唐沢弘光、主演長谷川一夫・山田五十鈴、製作東宝映画東京撮影所、配給東宝映画、1939年7月9日公開
- 『喧嘩鳶 後篇』 : 製作森田信義、監督石田民三、原作邦枝完二、脚本五日市徹、撮影唐沢弘光、主演長谷川一夫・山田五十鈴、製作東宝映画東京撮影所、配給東宝映画、1939年7月31日公開
- 『まごころ』 : 製作竹井諒、監督・脚本成瀬巳喜男、原作石坂洋次郎、撮影鈴木博、主演高田稔、製作東宝映画東京撮影所、配給東宝映画、1939年8月10日公開 - 照明、67分の上映用プリントをNFCが所蔵[2]
- 『ロッパ歌の都へ行く』 : 製作滝村和男、監督・脚本小国英雄、撮影鈴木博、主演古川緑波、製作東宝映画東京撮影所、配給東宝映画、1939年10月10日公開
- 『君を呼ぶ歌』 : 製作山下良三、監督伏水修、原作斎藤文雄、脚本八住利雄、撮影鈴木博、主演月田一郎、製作東宝映画東京撮影所、配給東宝映画、1939年12月21日公開 - 照明、69分の上映用プリントをNFCが所蔵[2]

### 1940年代
- 『蛇姫様』 : 製作森田信義、監督・脚本衣笠貞之助、原作川口松太郎、撮影三村明、主演長谷川一夫、製作東宝映画東京撮影所、配給東宝映画、1940年4月3日公開 - 照明、127分の上映用プリントをNFCが所蔵[2]
- 『支那の夜 前篇』（戦後改題『蘇州夜曲』） : 製作滝村和男、監督伏水修、脚本小国英雄、撮影三村明、主演長谷川一夫・李香蘭、製作東宝映画東京撮影所・中華電影公司、配給東宝映画、1940年6月5日公開
- 『支那の夜 後篇』（戦後改題『蘇州夜曲』） : 製作滝村和男、監督伏水修、脚本小国英雄、撮影三村明、主演長谷川一夫・李香蘭、製作東宝映画東京撮影所・中華電影、配給東宝映画、1940年6月15日公開
- 『続蛇姫様』 : 製作森田信義、監督・脚本衣笠貞之助、原作川口松太郎、撮影唐沢弘光、主演長谷川一夫、製作東宝映画東京撮影所、配給東宝映画、1940年8月14日公開
- 『熱砂の誓ひ 前篇』 : 製作森田信義、監督渡辺邦男、原案・脚本木村千依男・渡辺邦男、撮影友成達雄、主演長谷川一夫・李香蘭、製作東宝映画東京撮影所・華北電影、配給東宝映画、1940年12月25日公開
- 『熱砂の誓ひ 後篇』 : 製作森田信義、監督渡辺邦男、原案・脚本木村千依男・渡辺邦男、撮影友成達雄、主演長谷川一夫・李香蘭、製作東宝映画東京撮影所・華北電影、配給東宝映画、1940年12月28日公開
- 『昨日消えた男』 : 製作滝村和男、監督マキノ正博、脚本小国英雄、撮影伊藤武夫、主演長谷川一夫・山田五十鈴、製作東宝映画東京撮影所、配給東宝映画、1941年1月9日公開 - 照明、89分の上映用プリントをNFCが所蔵[2]
- 『人生は六十一から』 : 製作富岡厚雄、監督斎藤寅次郎、脚本山名義郎・志村敏夫、撮影木塚誠一、主演横山エンタツ、製作東宝映画東京撮影所・吉本興業、配給東宝映画、1941年4月22日公開
- 『川中島合戦』（『川中島合戰』[2]） : 製作森田信義・清川峰輔、監督衣笠貞之助、原作棟田博・衣笠貞之助、脚本棟田博、撮影三浦光雄、主演市川猿之助、製作東宝映画東京撮影所、配給東宝映画、1941年11月29日公開 - 照明、『川中島合戰』題の119分の上映用プリントをNFCが所蔵[2]

- 『梅里先生行状記 龍神剣』 : 製作押山保明・山下良三、監督滝沢英輔、原作吉川英治、脚本三村伸太郎、撮影安本淳、主演大河内伝次郎、製作東宝映画東京撮影所、配給映画配給社、1942年6月25日公開（紅系） - 照明[6]
- 『伊那の勘太郎』（改題『伊那節仁義』『伊那節仁義 「伊那の勘太郎」より』[2]） : 製作押山保明・清川峰輔、監督滝沢英輔、脚本三村伸太郎・八住利雄、撮影安本淳、主演長谷川一夫・山田五十鈴、製作東宝映画、配給映画配給社、1943年1月3日公開（白系） - 照明、『伊那節仁義 「伊那の勘太郎」より』題の67分の上映用プリントをNFCが所蔵[2]
- 『あの旗を撃て コレヒドールの最後』（『あの旗を撃て』[2][6]） : 製作滝村和男、監督阿部豊、脚本八木隆一郎・小国英雄、撮影宮島義勇、主演大河内伝次郎、製作東宝、配給映画配給社、1944年2月10日公開（紅系） - 照明、『あの旗を撃て』題の108分の上映用プリントをNFCが所蔵[2]
- 『命の港』 : 製作清川峰輔、監督渡辺邦男、脚本山形雄策、撮影河崎喜久三、主演長谷川一夫、製作東宝、配給映画配給社、1944年6月8日公開（白系） - 照明、64分の上映用プリントをNFCが所蔵[2]
- 『三十三間堂通し矢物語』 : 製作清川峰輔、監督成瀬巳喜男、脚本小国英雄、撮影鈴木博、主演長谷川一夫、製作東宝、配給映画公社、1945年6月28日公開（紅系） - 照明、76分の上映用プリントをNFCが所蔵[2]

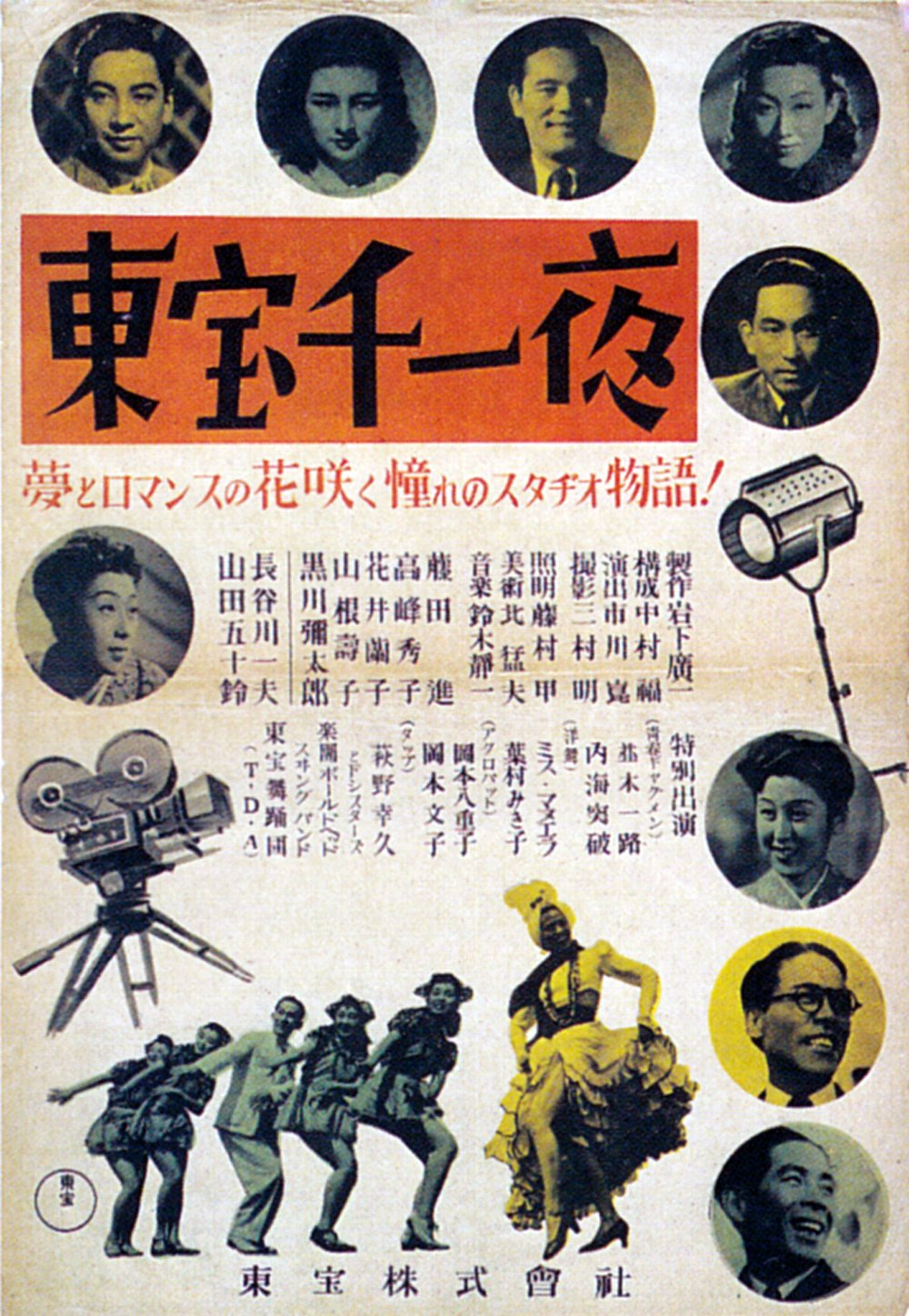
『東宝千一夜』（1947年）。

- 『歌へ!太陽』 : 製作伊藤基彦、監督阿部豊、脚本八住利雄、撮影小原譲治、主演榎本健一・轟夕起子、製作・配給東宝、1945年11月22日公開 - 照明、51分の上映用プリントをNFCが所蔵[2]
- 『浦島太郎の後裔』 : 製作森田信義・筈見恒夫、監督成瀬巳喜男、脚本八木隆一郎、撮影山崎一雄、主演藤田進、製作・配給東宝、1946年3月28日公開 - 照明、83分の上映用プリントをNFCが所蔵[2]
- 『僕の父さん』 : 製作筈見恒夫、監督阿部豊、脚本木村千依男、撮影小原譲治、主演古川緑波、製作・配給東宝、1946年7月4日公開
- 『東宝千一夜』 : 製作岩下宏一、構成中村福、撮影三村明、主演山根寿子、製作新東宝映画製作所、配給東宝、1947年2月25日公開
- 『大江戸の鬼』 : 製作伊藤基彦、監督萩原遼・志村敏夫、脚本三村伸太郎、撮影安本淳・岩佐一泉、主演大河内伝次郎、製作新東宝映画製作所、配給東宝、1947年5月6日公開 - 照明、99分の上映用プリントをNFCが所蔵[2]
- 『愛よ星と共に』 : 製作青柳信雄、監督阿部豊、脚本八田尚之、撮影小原譲治、主演高峰秀子、製作新東宝映画製作所、配給、1947年9月24日公開
- 『花ひらく』（『花ひらく 眞知子より』[2]） : 製作阿部豊、監督市川崑、脚本八住利雄、撮影小原譲治、主演高峰秀子、製作新東宝映画製作所、配給東宝、1948年4月2日公開 - 照明、『花ひらく 眞知子より』題の85分の上映用プリントをNFCが所蔵[2]
- 『天の夕顔』 : 製作伊藤基彦、監督阿部豊、原作中川与一、脚本八田尚之、撮影小原譲治、主演高峰三枝子、製作新東宝、配給東宝、1948年8月3日公開
- 『虹を抱く処女』 : 製作青柳信雄、監督佐伯清、脚本八田尚之、撮影小原譲治、主演高峰秀子、製作新東宝、配給東宝、1948年11月16日公開 - 照明、86分の上映用プリントをNFCが所蔵[2]
- 『女の闘い』[6][7][43]（『希望の女』[7][43]） : 製作井内久、監督千葉泰樹、脚本八住利雄、撮影小原譲治、主演高峰三枝子、製作新東宝・竹井プロダクション、配給東宝、1949年3月29日公開
- 『人間模様』 : 製作児井英男、監督市川崑、原作丹羽文雄、脚本山下与志一・和田夏十、撮影小原譲治、主演上原謙、製作新東宝、配給東宝、1949年6月14日公開 - 照明、87分の上映用プリントをNFCが所蔵[2]
- 『果しなき情熱』 : 製作井内久、監督市川崑、脚本和田夏十、撮影小原譲治、主演堀雄二、製作新世紀プロダクション・新東宝、配給東宝、1949年9月27日公開 - 照明、91分の上映用プリントをNFCが所蔵[2]

### 1950年代

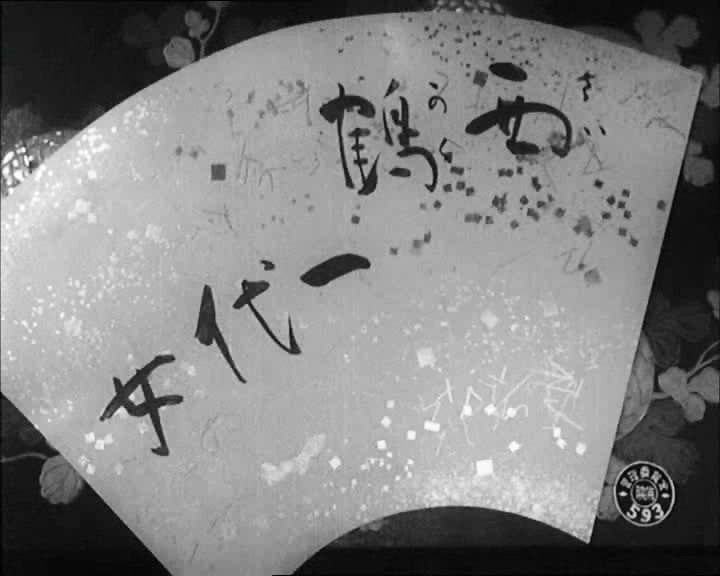
『西鶴一代女』（1952年）。

- 『妻と女記者』（『妻と女記者 若い愛の危機』[2]） : 製作藤本真澄、監督千葉泰樹、脚本久板栄二郎、撮影小原譲治、主演池部良、製作新東宝、配給東宝、1950年4月2日公開 - 照明、『妻と女記者 若い愛の危機』題の91分の上映用プリントをNFCが所蔵[2]
- 『宗方姉妹』 : 製作児井英生・肥後博、監督小津安二郎、原作大仏次郎、脚本野田高梧・小津安二郎、撮影小原譲治、主演田中絹代、製作・配給新東宝、1950年8月25日公開 - 照明、112分の上映用プリントをNFCが所蔵[2]
- 『雪夫人絵図』 : 製作滝村和男、監督溝口健二、原作舟橋聖一、脚本依田義賢・舟橋和郎、撮影小原譲治、主演木暮実千代、製作滝村プロダクション・新東宝、配給新東宝、1950年10月21日公開 - 照明、85分の上映用プリントをNFCが所蔵[2]
- 『恋人』 : 製作青柳信雄、監督市川崑、原作梅田晴夫、脚本和田夏十・市川崑、撮影横山実、主演池部良、製作新東宝・昭映プロダクション、配給新東宝、1951年3月10日公開 - 照明、72分の上映用プリントをNFCが所蔵[2]
- 『麗春花』 : 製作・原作・脚本八田尚之、監督島耕二、撮影小原譲治、主演島崎雪子・伊豆肇、製作銀座プロダクション、配給新東宝、1951年4月28日公開 - 照明、80分の上映用プリントをNFCが所蔵[2]
- 『西鶴一代女』 : 製作児井英生、監督溝口健二、原作井原西鶴、脚本依田義賢、撮影平野好美、主演田中絹代、製作児井プロダクション・新東宝、配給新東宝（日活洋画系）、1952年4月17日公開 - 照明、136分の上映用プリントをNFCが所蔵[2]
- 『恋の応援団長』（『恋の應援團長』[2]） : 製作坂上静翁、監督・脚本井上梅次、撮影横山実、主演小林桂樹、製作・配給新東宝、1952年6月19日公開 - 照明、『恋の應援團長』題の85分の上映用プリントをNFCが所蔵[2]
- 『弥太郎笠』（『彌太郎笠』[2]） : 製作星野和平、企画佐野宏、監督マキノ雅弘、原作子母沢寛、脚本松浦健郎、撮影山中晋、主演鶴田浩二、製作新東宝・新生プロダクション、配給新東宝、1952年10月30日公開 - 照明[2][6]、『彌太郎笠』題の80分の上映用プリントをNFCが所蔵[2]
- 『ハワイの夜』 : 製作星野和平、企画伊藤基彦・佐野宏、監督マキノ雅弘、B班監督松林宗恵、原作今日出海、脚本松浦健郎、撮影三村明、主演鶴田浩二、製作新東宝・新生プロダクション、配給新東宝、1953年1月8日公開 - 照明[2][6]、84分の上映用プリントをNFCが所蔵[2]
- 『アチャコ青春手帳 第三話 まごころ先生の巻』 : 製作杉原貞雄、監督松林宗恵、原作長沖一、脚本八住利雄、撮影三村明、主演花菱アチャコ、製作・配給新東宝、1953年3月12日公開 - 照明[6]
- 『戦艦大和』（『戰艦大和』[2]） : 製作篠勝三・望月利雄、監督阿部豊、原作吉田満、脚本八住利雄、撮影横山実、主演高田稔、製作・配給新東宝、1953年6月15日公開 - 照明、『戰艦大和』題の101分の上映用プリントをNFCが所蔵[2]
- 『広場の孤独』 : 製作星野和平・佐野博、企画佐藤正之、監督・主演佐分利信、原作堀田善衛、脚本猪俣勝人、撮影藤井静、共演高杉早苗、製作俳優座・新東宝、配給新東宝、1953年9月15日公開 - 照明[6]
- 『恋文』 : 製作永島一朗、監督田中絹代、原作丹羽文雄、脚本木下恵介、撮影鈴木博、主演森雅之、製作・配給新東宝、1953年12月13日公開 - 照明、97分の上映用プリントをNFCが所蔵[2]
- 『今宵誓いぬ』 : 製作衛藤一・マキノ真三、原作大林清、脚本松浦健郎・大畠玉樹、監督田中重雄、撮影山中晋、主演若原雅夫・高峰三枝子、製作マキノプロダクション、配給新東宝、1954年1月21日公開（マキノ真三プロダクション第一回作品） - 照明[6]
- 『春色お伝の方 江戸城炎上』 : 製作児井英生、監督阿部豊、原作邦枝完二、脚本松浦健郎・清水信夫、撮影三村明、主演宮城千賀子、製作・配給新東宝、1954年3月17日公開 - 照明[6]

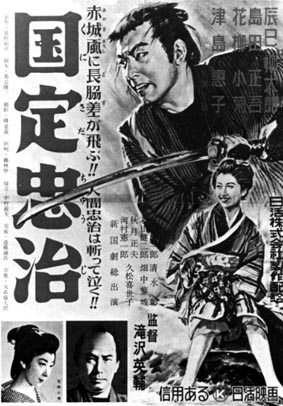
『国定忠治』（1954年）。

- 『かくて夢あり』 : 製作初田敬・佐野博、監督千葉泰樹、原作大林清、脚本猪俣勝人・小森静男、撮影峰重義、主演宮城野由美子、製作・配給日活、1954年6月27日公開 - 照明、105分の上映用プリントをNFCが所蔵[2]
- 『国定忠治』（『國定忠治』[2]） : 製作星野和平、監督滝沢英輔、脚本菊島隆三、撮影峰重義、主演辰巳柳太郎、製作・配給日活、1954年6月27日公開 - 照明、116分の上映用プリントをNFCが所蔵[2]
- 『黒い潮』 : 製作高木雅行、監督・主演山村聡、原作井上靖、脚本菊島隆三、撮影横山実、共演津島恵子、製作・配給日活、1954年8月31日公開 - 照明、113分の上映用プリントをNFCが所蔵[2]
- 『月は上りぬ』 : 製作児井英生、企画監督協会、監督田中絹代、脚本斎藤良輔・小津安二郎、撮影峰重義、主演笠智衆、製作・配給日活、1955年1月8日公開 - 照明、102分の上映用プリントをNFCが所蔵[2]
- 『次郎長遊侠伝 秋葉の火祭り』[2]（『次郎長遊侠傳 秋葉の火祭り』[6][7]） : 製作浅田健三、企画・脚本八木保太郎、監督マキノ雅弘、撮影横山実、主演河津清三郎、製作・配給日活、1955年2月18日公開 - 照明、90分の上映用プリントをNFCが所蔵[2]
- 『森蘭丸』 : 製作高木雅行、監督小林桂三郎、脚本八住利雄、撮影横山実、主演中村扇雀、製作・配給日活、1955年3月25日公開
- 『青春怪談』 : 製作山本武・高木雅行、監督市川崑、原作獅子文六、脚本和田夏十、撮影峰重義、主演北原三枝、製作・配給日活、1955年4月19日公開 - 照明、90分の上映用プリントをNFCが所蔵[2]
- 『若き魂の記録 七つボタン』[9]（『七つボタン』[6][7]） : 製作高木雅行、監督古川卓巳、原作西川由吉、脚本古川卓巳・五島福江、撮影横山実、主演三国連太郎、製作・配給日活、1955年7月12日公開
- 『こころ』 : 製作高木雅行、監督市川崑、原作夏目漱石、脚本猪俣勝人・長谷部慶治、撮影伊藤武夫・藤岡粂信、主演森雅之、製作・配給日活、1955年8月31日公開 - 照明、121分の上映用プリントをNFCが所蔵[2]
- 『白浪若衆 江戸快盗伝』 : 製作西原孝、監督小林桂三郎、原作並木行夫、脚本浅野辰雄、撮影中尾利太郎、主演坂東鶴之助、製作・配給日活、1955年9月7日公開 - 高橋勇と共同で照明
- 『人生とんぼ返り』 : 製作高木雅行、監督・脚本マキノ雅弘、原作長谷川幸延、撮影高村倉太郎、主演森繁久弥・山田五十鈴、製作・配給日活、1955年11月1日公開 - 照明、116分の上映用プリントをNFCが所蔵[2]
- 『乳房よ永遠なれ』 : 製作児井英生・坂上静翁、監督田中絹代、原作若月彰・中城ふみ子、脚本田中澄江、撮影藤岡粂信、主演月丘夢路、製作・配給日活、1955年11月23日公開 - 照明、110分の上映用プリントをNFCが所蔵[2]
- 『ビルマの竪琴 第一部 望郷篇』 : 製作高木雅行、監督市川崑、原作竹山道雄、脚本和田夏十、撮影横山実、主演三国連太郎、製作・配給日活、1956年1月21日公開 - 照明、116分の上映用プリントをNFCが所蔵[2]
- 『ビルマの竪琴 第二部』 : 製作高木雅行、監督市川崑、原作竹山道雄、脚本和田夏十、撮影横山実、主演三国連太郎、製作・配給日活、1956年2月12日公開
- 『東京バカ踊り』 : 製作児井英生、監督吉村廉、原作瀬戸口寅雄、脚本柳沢類寿、撮影間宮義雄、主演南田洋子・フランキー堺、製作・配給日活、1956年5月10日公開
- 『ドラムと恋と夢』 : 製作水の江滝子、監督吉村廉、脚本待田京介、撮影間宮義雄、主演フランキー堺、製作・配給日活、1956年6月14日公開
- 『火の鳥』 : 製作山本武・佐藤正之、監督井上梅次、原作伊藤整、脚本猪俣勝人・井上梅次、撮影岩佐一泉、主演月丘夢路、製作・配給日活、1956年6月14日公開 - 照明、99分の上映用プリントをNFCが所蔵[2]
- 『ニコヨン物語』 : 製作茂木了次、監督井上梅次、原作須田寅夫、脚本川内康範・井上梅次、撮影岩佐一泉、主演三国連太郎、製作・配給日活、1956年9月11日公開 - 照明、95分の上映用プリントをNFCが所蔵[2]
- 『隣の嫁』 : 製作浅田健三、監督堀池清、原作伊藤左千夫、脚本館岡謙之助、撮影間宮義雄、主演南田洋子、製作・配給日活、1956年9月18日公開
- 『感傷夫人』 : 製作大塚和、監督堀池清、原作伊藤整、脚本寺田信義、撮影藤岡粂信、主演月丘夢路、製作・配給日活、1956年10月24日公開 - 照明、92分の上映用プリントをNFCが所蔵[2]
- 『月蝕』 : 製作水の江滝子、監督井上梅次、原作石原慎太郎、脚本井上梅次・舛田利雄、撮影岩佐一泉、主演三橋達也、製作・配給日活、1956年12月19日公開 - 照明、103分の上映用プリントをNFCが所蔵[2]

- 『お転婆三人姉妹 踊る太陽』 : 製作水の江滝子・茂木了次、監督・脚本井上梅次、撮影岩佐一泉、主演轟夕起子、製作・配給日活、1957年1月3日公開（1日公開とも）
- 『危険な関係』 : 製作高木雅行、監督井上梅次、原案内村直也・岡田達門、脚本井上梅次・岡田達門、撮影岩佐一泉、主演金子信雄、製作・配給日活、1957年2月27日公開（成人映画・映倫番号 10053） - 照明、95分の上映用プリントをNFCが所蔵[2]
- 『勝利者』 : 製作坂上静翁、監督井上梅次、原作キノトール・小野田勇、脚本井上梅次・舛田利雄、撮影岩佐一泉、主演石原裕次郎、製作・配給日活、1957年5月1日公開（映倫番号 10131） - 照明、98分の上映用プリントをNFCが所蔵 - 照明、98分の上映用プリントをNFCが所蔵[2]
- 『永遠に答えず』 : 製作茂木了次、監督西河克己、原作斎藤豊吉、脚本西河克己・山内亮一、撮影藤岡粂信、主演月丘夢路、製作・配給日活、1957年6月11日公開（映倫番号 10211） - 照明、90分の上映用プリントをNFCが所蔵[2]
- 『白夜の妖女』 : 製作高木雅行、監督滝沢英輔、原作泉鏡花、脚本八住利雄、撮影横山実、主演月丘夢路、製作・配給日活、1957年8月14日公開（成人映画・映倫番号 10175） - 照明（第8回ベルリン国際映画祭出品作）、88分の上映用プリントをNFCが所蔵[2]
- 『鷲と鷹』 : 製作坂上静翁、監督・脚本井上梅次、撮影岩佐一泉、主演石原裕次郎、製作・配給日活、1957年9月29日公開（映倫番号 10315） - 照明、115分の上映用プリントをNFCが所蔵[2]
- 『美徳のよろめき』[6]（『美德のよろめき』[2]） : 製作大塚和、監督中平康、原作三島由紀夫、脚本新藤兼人、撮影岩佐一泉、主演月丘夢路、製作・配給日活、1957年10月29日公開（成人映画・映倫番号 10383） - 照明、『美德のよろめき』題の96分の上映用プリントをNFCが所蔵[2]
- 『嵐を呼ぶ男』 : 製作児井英生、監督・原作井上梅次、脚本井上梅次・西島大、撮影岩佐一泉、主演石原裕次郎、製作・配給日活、1957年12月29日公開（映倫番号 10434） - 照明、100分の上映用プリントをNFCが所蔵[2]
- 『夜の牙』 : 製作児井英生、監督井上梅次、脚本井上梅次・渡辺剣次、撮影岩佐一泉、主演石原裕次郎、製作・配給日活、1958年1月15日公開（映倫番号 10488） - 照明、102分の上映用プリントをNFCが所蔵[2]
- 『永遠に答えず 完結篇』 : 製作茂木了次、監督西河克己、原作斎藤豊吉、脚本西河克己・山内亮一、撮影藤岡粂信、主演月丘夢路、製作・配給日活、1958年2月19日公開（映倫番号 10529） - 照明、103分の上映用プリントをNFCが所蔵[2]
- 『夫婦百景』 : 製作山本武、監督井上梅次、原作獅子文六、脚本斎藤良輔、撮影岩佐一泉、主演月丘夢路、製作・配給日活、1958年3月18日公開（映倫番号 10572） - 照明、99分の上映用プリントをNFCが所蔵[2]
- 『陽のあたる坂道』 : 製作坂上静翁、監督・脚本田坂具隆、原作石坂洋次郎、撮影伊佐山三郎、1958年4月15日公開（映倫番号 10509） - 照明（クレジット上は「岩木保夫」[38][39]、第9回ブルーリボン賞技術賞受賞[4][37]）、209分の上映用プリントをNFCが所蔵[38][39]
- 『明日は明日の風が吹く』 : 企画児井英生・松浦健郎、監督井上梅次、脚本池田一朗・井上梅次、撮影岩佐一泉、主演金子信雄、製作・配給日活、1958年4月29日公開（映倫番号 10655） - 照明、114分の上映用プリントをNFCが所蔵[2]
- 『素晴しき男性』 : 企画児井英生、監督・原作・脚本井上梅次、撮影岩佐一泉、主演石原裕次郎、製作・配給日活、1958年7月6日公開（映倫番号 10714） - 照明、106分の上映用プリントをNFCが所蔵[2]
- 『風速40米』 : 企画水の江滝子、監督蔵原惟繕、原作・脚本松浦健郎、撮影横山実、主演石原裕次郎、製作・配給日活、1958年8月12日公開（映倫番号 10764） - 照明、97分の上映用プリントをNFCが所蔵[2]
- 『銀座の沙漠』[6][7]（『銀座の砂漠』[9]） : 企画大塚和、監督阿部豊、原作柴田錬三郎、脚本高岩肇、撮影岩佐一泉、主演長門裕之、製作・配給日活、1958年9月15日公開（映倫番号 10861）
- 『続夫婦百景』 : 企画山本武、監督井上梅次、原作獅子文六、脚本斎藤良輔、撮影岩佐一泉、主演月丘夢路、製作・配給日活、1958年11月4日公開（映倫番号 10906）
- 『紅の翼』 : 企画水の江滝子、監督中平康、原作菊村到、脚本中平康・松尾昭典、撮影山崎善弘、主演石原裕次郎、製作・配給日活、1958年12月28日公開（映倫番号 10947） - 照明（第9回ブルーリボン賞技術賞受賞[4][37]）、93分の上映用プリントをNFCが所蔵[2]
- 『女を忘れろ』 : 企画浅田健三、監督舛田利雄、原作藤原審爾、脚本舛田利雄・山崎巌、撮影姫田真佐久、主演小林旭、製作・配給日活、1959年1月28日公開（映倫番号 11067） - 照明、97分の上映用プリントをNFCが所蔵[2]
- 『今日に生きる』 : 企画高木雅行、監督舛田利雄、脚本山崎巌・江崎実生、撮影姫田真佐久、主演石原裕次郎、製作・配給日活、1959年3月10日公開（映倫番号 11146）
- 『男が爆発する』 : 企画水の江滝子、監督舛田利雄、原作柴田錬三郎、脚本山崎巌・江崎実生、撮影姫田真佐久、主演石原裕次郎、製作・配給日活、1959年4月28日公開（映倫番号 11208） - 照明、96分の上映用プリントをNFCが所蔵[2]
- 『世界を賭ける恋』 : 企画芦田正蔵、監督滝沢英輔、原作武者小路実篤、脚本棚田吾郎、撮影横山実・山崎善弘、主演石原裕次郎、製作・配給日活、1959年7月12日公開（映倫番号 11260） - 照明、105分の上映用プリントをNFCが所蔵[2]
- 『男なら夢をみろ』 : 企画水の江滝子、監督牛原陽一、脚本池田一朗・小川英、撮影横山実、主演石原裕次郎、製作・配給日活、1959年8月9日公開（映倫番号 11354） - 照明、88分の上映用プリントをNFCが所蔵[2]
- 『裕次郎の欧州駈けある記』（『裕次郎の欧州駆けある記』[6]） : 企画・監修・主演石原裕次郎、助監督鍛治昇、撮影横山実・山崎善弘、製作・配給日活、1959年9月1日公開（ドキュメンタリー映画・映倫番号 20799）
- 『清水の暴れん坊』 : 企画水の江滝子、監督松尾昭典、原作呉正恭、脚本山田信夫・松尾昭典、撮影横山実、主演石原裕次郎、製作・配給日活、1959年9月27日公開（映倫番号 11414） - 照明、85分の上映用プリントをNFCが所蔵[2]
- 『天と地を駈ける男』[2][6] : 企画芦田正蔵、監督舛田利雄、脚本直居欽哉・横山保朗、撮影岩佐一泉、主演石原裕次郎、製作・配給日活、1959年11月1日公開（映倫番号 11434） - 照明、94分の上映用プリントをNFCが所蔵[2]
- 『男が命を賭ける時』 : 企画水の江滝子、監督松尾昭典、原作菊村到、脚本山田信夫・松尾昭典、撮影岩佐一泉、主演石原裕次郎、製作・配給日活、1959年12月27日公開（映倫番号 11498） - 照明、84分の上映用プリントをNFCが所蔵[2]

### 1960年代
- 『鉄火場の風』 : 企画水の江滝子、監督牛原陽一、脚本熊井啓、撮影姫田真佐久、主演石原裕次郎、製作・配給日活、1960年1月15日公開（映倫番号 11616） - 照明、89分の上映用プリントをNFCが所蔵[2]
- 『やくざの詩』 : 企画坂上静翁、監督舛田利雄、原案有高扶爽、脚本山田信夫、撮影藤岡粂信、主演小林旭、製作・配給日活、1960年1月31日公開（映倫番号 11541） - 照明、87分の上映用プリントをNFCが所蔵
- 『白銀城の対決』 : 企画芦田正蔵、監督斎藤武市、原作松阪文男、脚本直居欽哉・横山保朗、撮影高村倉太郎、主演石原裕次郎、製作・配給日活、1960年3月6日公開（映倫番号 11733）
- 『あじさいの歌』 : 企画芦田正蔵、監督滝沢英輔、原作石坂洋次郎、脚本池田一朗、撮影横山実、主演石原裕次郎、製作・配給日活、1960年4月2日公開（映倫番号 11607） - 照明、105分の上映用プリントをNFCが所蔵[2]
- 『青年の樹』 : 企画水の江滝子、監督舛田利雄、原作石原慎太郎、脚本山田信夫、撮影山崎善弘、主演石原裕次郎、製作・配給日活、1960年4月29日公開（映倫番号 11745） - 照明、4分の予告篇プリントのみをNFCが所蔵[2]
- 『天下を取る』 : 企画児井英生、監督牛原陽一、原作源氏鶏太、脚本松浦健郎、撮影横山実、主演石原裕次郎、製作・配給日活、1960年7月13日公開（映倫番号 11713） - 照明、90分の上映用プリントをNFCが所蔵
- 『喧嘩太郎』 : 企画高木雅行、監督舛田利雄、原作源氏鶏太、脚本松浦健郎、撮影山崎善弘、主演石原裕次郎、製作・配給日活、1960年8月10日公開（映倫番号 11635） - 照明、88分の上映用プリントをNFCが所蔵[2]
- 『やくざ先生』 : 企画水の江滝子、監督松尾昭典、原作西村滋、脚本山田信夫・松尾昭典、撮影藤岡粂信、主演石原裕次郎、製作・配給日活、1960年9月21日公開（映倫番号 11685）
- 『あした晴れるか』 : 企画坂上静翁、監督中平康、原作菊村到、脚本池田一朗・中平康、撮影岩佐一泉、主演石原裕次郎、製作・配給日活、1960年10月26日公開（映倫番号 11625） - 照明、90分の上映用プリントをNFCが所蔵[2]
- 『闘牛に賭ける男』 : 企画水の江滝子、監督舛田利雄、脚本山田信夫・舛田利雄、撮影山崎善弘、主演石原裕次郎、製作・配給日活、1960年12月27日公開（ドキュメンタリー扱い・映倫番号 21021） - 照明、93分の上映用プリントをNFCが所蔵
- 『街から街へつむじ風』 : 製作水の江滝子、企画児井英生、監督松尾昭典、脚本山崎巌・山田信夫、撮影岩佐一泉、主演石原裕次郎、製作・配給日活、1961年1月14日公開（映倫番号 12144）
- 『早射ち野郎』 : 企画児井英生、監督野村孝、原作三原貞修、脚本山崎巌、撮影山崎善弘、主演宍戸錠、製作・配給日活、1961年4月1日公開（映倫番号 12288）
- 『ろくでなし野郎』 : 企画山本武、監督松尾昭典、脚本星川清司、撮影山崎善弘、主演二谷英明・芦川いづみ、製作・配給日活、1961年5月13日公開（映倫番号 12365） - 照明、77分の上映用プリントをNFCが所蔵
- 『俺は死なないぜ』 : 企画大塚和、監督滝沢英輔、原作菊村到、脚本原源一、撮影岩佐一泉、主演和田浩治、製作・配給日活、1961年6月25日公開（映倫番号 12424）
- 『あいつと私』 : 企画坂上静翁、監督中平康、原作石坂洋次郎、脚本池田一朗・中平康、撮影山崎善弘、主演石原裕次郎、製作・配給日活、1961年9月10日公開（映倫番号 12404） - 照明、104分の上映用プリントをNFCが所蔵
- 『堂堂たる人生』 : 企画水の江滝子、監督牛原陽一、原作源氏鶏太、脚本池田一朗、撮影高村倉太郎、主演石原裕次郎、製作・配給日活、1961年10月22日公開（映倫番号 12578） - 照明、96分の上映用プリントをNFCが所蔵[2]
- 『アラブの嵐』 : 企画水の江滝子・中井景、監督・脚本中平康、原作山田信夫・中平康、撮影山崎善弘、主演石原裕次郎、製作・配給日活、1961年12月24日公開（映倫番号 12598） - 照明、91分の上映用プリントをNFCが所蔵
- 『男と男の生きる街』 : 企画水の江滝子、監督舛田利雄、脚本熊井啓・舛田利雄、撮影山崎善弘、主演石原裕次郎、製作・配給日活、1962年1月14日公開（映倫番号 12681）
- 『銀座の恋の物語』 : 企画水の江滝子、監督蔵原惟繕、脚本山田信夫・熊井啓、撮影間宮義雄、主演石原裕次郎、製作・配給日活、1962年3月4日公開（映倫番号 12750） - 照明、93分の上映用プリントをNFCが所蔵
- 『青年の椅子』 : 企画水の江滝子、監督西河克己、原作源氏鶏太、脚本松浦健郎、撮影岩佐一泉、主演石原裕次郎、製作・配給日活、1962年4月8日公開（映倫番号 12771） - 照明、93分の上映用プリントをNFCが所蔵[2]
- 『雲に向かって起つ』 : 企画高木雅行、監督滝沢英輔、原作石原慎太郎、脚本池田一朗、撮影山崎善弘、主演石原裕次郎、製作・配給日活、1962年5月1日公開（映倫番号 12816） - 照明、3分の予告篇プリントのみをNFCが所蔵[2]
- 『憎いあンちくしょう』 : 企画水の江滝子、監督蔵原惟繕、脚本山田信夫、撮影間宮義雄、主演石原裕次郎、製作・配給日活、1962年7月8日公開（映倫番号 12871） - 照明、105分の上映用プリントをNFCが所蔵
- 『零戦黒雲一家』 : 企画岩井金男、監督舛田利雄、原作菅沼洋、脚本星川清司・舛田利雄、撮影山崎善弘、主演石原裕次郎、製作・配給日活、1962年8月12日公開（映倫番号 12870） - 照明、4分の予告篇プリントのみをNFCが所蔵[2]
- 『若い人』 : 企画坂上静翁、監督西河克己、原作石坂洋次郎、脚本三木克巳、撮影萩原憲治、主演石原裕次郎、製作・配給日活、1962年10月6日公開（映倫番号 12959） - 照明、90分の上映用プリントをNFCが所蔵[2]
- 『金門島にかける橋』 : 製作中井景、企画李潔、監督松尾昭典、脚本山崎巌・江崎実生、撮影岩佐一泉、主演石原裕次郎、製作日活・中央電影、配給、1962年11月3日公開（映倫番号 12981） - 照明、5分の予告篇プリントのみをNFCが所蔵[2]
- 『花と竜』 : 企画高木雅行、監督舛田利雄、原作火野葦平、脚本井手雅人、撮影山崎善弘、主演石原裕次郎、製作・配給日活、1962年12月26日公開（映倫番号 13038） - 照明、109分の上映用プリントをNFCが所蔵
- 『何か面白いことないか』 : 企画水の江滝子、監督蔵原惟繕、脚本山田信夫、撮影間宮義雄、主演石原裕次郎、製作・配給日活、1963年3月3日公開（映倫番号 13128） - 照明、4分の予告篇プリントのみをNFCが所蔵[2]
- 『太陽への脱出』 : 企画高木雅行、監督舛田利雄、脚本山田信夫・山崎巌、撮影山崎善弘、主演石原裕次郎、製作・配給日活、1963年4月28日公開（映倫番号 13181）
- 『夜霧のブルース』 : 企画笹井英男、監督野村孝、原作菊田一夫、脚本國弘威雄、撮影高村倉太郎、主演石原裕次郎、製作・配給日活、1963年6月30日公開（映倫番号 13232） - 照明、104分の上映用プリントをNFCが所蔵
- 『太平洋ひとりぼっち』 : 企画中井景、監督市川崑、原作堀江謙一、脚本和田夏十、撮影山崎善弘、主演石原裕次郎、製作石原プロモーション、配給日活、1963年10月27日公開（映倫番号 13272） - 照明、100分の上映用プリントをNFCが所蔵
- 『赤いハンカチ』 : 企画児井英生、監督舛田利雄、脚本小川英・山崎巌・舛田利雄、撮影間宮義雄、主演石原裕次郎、製作・配給日活、1964年1月3日公開（映倫番号 13425） - 照明、98分の上映用プリントをNFCが所蔵
- 『人生劇場』 : 企画柳川武夫、監督舛田利雄、原作尾崎士郎、脚本棚田吾郎、撮影間宮義雄、主演高橋英樹・松原智恵子、製作・配給日活、1964年2月23日公開（映倫番号 13483）
- 『夕陽の丘』 : 企画児井英生、監督松尾昭典、原作菊村到、脚本山崎巌・國弘威雄、撮影萩原泉、主演石原裕次郎、製作・配給日活、1964年4月29日公開（映倫番号 13555） - 照明、3分の予告篇プリントのみをNFCが所蔵[2]
- 『鉄火場破り』 : 企画笹井英男、監督斎藤武市、原作・脚本甲斐久尊、撮影萩原憲治、主演石原裕次郎、製作・配給日活、1964年7月12日公開（映倫番号 13596）
- 『殺人者を消せ』 : 企画中井景・高木雅行、監督舛田利雄、原作長沢朗、脚本池田一朗、撮影高村倉太郎、主演石原裕次郎、製作日活・石原プロモーション、配給日活、1964年9月19日公開（映倫番号 13697） - 照明、4分の予告篇プリントのみをNFCが所蔵[2]
- 『敗れざるもの』 : 企画石原プロモーション・水の江滝子、監督松尾昭典、原作石原慎太郎、脚本山中恒、撮影横山実、主演石原裕次郎、製作・配給日活、1964年10月30日公開（映倫番号 13730）
- 『黒い海峡』 : 企画児井英生、監督江崎実生、脚本甲斐久尊・山崎巌、撮影横山実、主演石原裕次郎、製作・配給日活、1964年12月31日公開（映倫番号 13772） - 照明、92分の上映用プリントをNFCが所蔵[2]
- 『城取り』 : 企画石原裕次郎・中井景、監督舛田利雄、原作司馬遼太郎、脚本池田一朗・舛田利雄、撮影横山実、主演石原裕次郎、製作石原プロモーション、配給日活、1965年3月6日公開（映倫番号 13846） - 照明、134分の上映用プリントをNFCが所蔵
- 『命しらずのろくでなし』 : 企画高木雅行、監督江崎実生、脚本若井基成・林弘明、撮影高村倉太郎、主演宍戸錠、製作・配給日活、1965年6月23日公開（映倫番号 13975）
- 『明日は咲こう花咲こう』 : 企画横山弥太郎、監督江崎実生、原作由起しげ子、脚本山田信夫・宮内婦貴子、撮影姫田真佐久、主演吉永小百合、製作・配給日活、1965年8月14日公開（映倫番号 14053）
- 『泣かせるぜ』 : 企画高木雅行、監督松尾昭典、原案新羽精之、脚本小川英・中西隆三、撮影岩佐一泉、主演石原裕次郎、製作・配給日活、1965年10月1日公開（映倫番号 14107） - 照明、3分の予告篇プリントのみをNFCが所蔵[2]
- 『赤い谷間の決斗』 : 企画岩井金男、監督・潤色舛田利雄、原作関川周、脚本成沢昌茂、撮影高村倉太郎、主演石原裕次郎、製作・配給日活、1965年12月28日公開（映倫番号 14232）
- 『二人の世界』 : 企画水の江滝子・中井景、監督松尾昭典、脚本小川英・松尾昭典、撮影岩佐一泉、主演石原裕次郎、製作・配給日活、1966年2月25日公開（映倫番号 14378） - 照明、91分の上映用プリントをNFCが所蔵
- 『青春大統領』 : 企画銭谷功・メリー喜多川、監督江崎実生、原案池田淳・吉田喜昭、脚本江崎実生・銭谷功、撮影横山実、主演石原裕次郎、製作・配給日活、1966年4月27日公開（映倫番号 14392） - 照明、3分の予告篇プリントのみをNFCが所蔵[2]
- 『夜霧の慕情』 : 企画岩井金男、監督松尾昭典、原案棚田吾郎、脚本野上龍雄・松尾昭典、撮影岩佐一泉、主演石原裕次郎、製作・配給日活、1966年6月1日公開（映倫番号 14489）
- 『夜のバラを消せ』 : 企画高木雅行、監督舛田利雄、原作柴田錬三郎、脚本下飯坂菊馬・瀬川昌治、撮影山崎善弘、主演石原裕次郎、製作・配給日活、1966年7月9日公開（映倫番号 14552） - 照明、2分の予告篇プリントのみをNFCが所蔵[2]
- 『帰らざる波止場』 : 企画児井英生、監督江崎実生、脚本山田信夫・中西隆三、撮影横山実、主演石原裕次郎、製作・配給日活、1966年8月13日公開（映倫番号 14578） - 照明、89分の上映用プリントをNFCが所蔵
- 『栄光への挑戦』 : 企画中井景、監督舛田利雄、脚本池上金男・舛田利雄、撮影山崎善弘、主演石原裕次郎、製作石原プロモーション、配給日活、1966年10月8日公開（映倫番号 14647）
- 『逃亡列車』 : 製作柳川武夫、監督江崎実生、原作渡辺明、脚本池上金男・宮川一朗、撮影横山実、主演石原裕次郎、製作・配給日活、1966年12月24日公開（映倫番号 14694）
- 『夜霧よ今夜も有難う』 : 企画高木雅行、監督江崎実生、脚本野上龍雄・石森史郎・江崎実生、撮影横山実、主演石原裕次郎、製作・配給日活、1967年3月11日公開（映倫番号 14818） - 照明、3分の予告篇プリントのみをNFCが所蔵[2]
- 『嵐来たり去る』 : 企画山本武、監督舛田利雄、原作富田常雄、脚本池上金男・星川清司、撮影横山実、主演石原裕次郎、製作・配給日活、1967年5月3日公開（映倫番号 14886）
- 『七人の野獣』 : 企画児井英生、監督江崎実生、原作山崎巌、脚本山崎巌・江崎実生、撮影横山実、主演丹波哲郎・宍戸錠、製作・配給日活、1967年8月1日公開（映倫番号 14959）
- 『波止場の鷹』 : 企画高木雅行、監督西村昭五郎、原作生島治郎、脚本小川英・中西隆三、撮影姫田真佐久、主演石原裕次郎、製作・配給日活、1967年8月12日公開（映倫番号 15020） - 照明、3分の予告篇プリントのみをNFCが所蔵[2]
- 『錆びたペンダント』 : 企画浅田健三、監督江崎実生、脚本山崎巌・江崎実生、撮影安藤庄平、主演渡哲也・山本陽子、製作・配給日活、1967年9月14日公開（映倫番号 15043）
- 『七人の野獣 血の宣言』 : 企画児井英生、監督江崎実生、原作・脚本山崎巌・江崎実生、撮影安藤庄平、主演丹波哲郎、製作・配給日活、1967年10月21日公開（映倫番号 15082）
- 『黄金の野郎ども』 : 企画児井英生、監督江崎実生、脚本江崎実生・山崎巌、撮影安藤庄平、主演石原裕次郎、製作・配給日活、1967年12月23日公開（映倫番号 15160） - 照明、3分の予告篇プリントのみをNFCが所蔵[2]
- 『男の掟』 : 企画児井英生、監督江崎実生、脚本山崎巌・江崎実生、撮影安藤庄平、主演渡哲也、製作・配給日活、1968年2月13日公開（映倫番号 15210）
- 『昭和のいのち』 : 企画高木雅行、監督舛田利雄、脚本池上金男・舛田利雄、撮影横山実、主演石原裕次郎、製作・配給日活、1968年6月22日公開（映倫番号 15352） - 照明、165分の上映用プリントをNFCが所蔵
- 『あゝひめゆりの塔』 : 企画高木雅行・八木保太郎、監督舛田利雄、脚本八木保太郎・岩井基成・石森史郎、撮影横山実、主演吉永小百合、製作・配給日活、1968年9月21日公開（映倫番号 15465）
- 『忘れるものか』 : 企画仲川哲朗、監督松尾昭典、脚本小川英・蘇武路男、撮影岩佐一泉、主演石原裕次郎、製作・配給日活、1968年12月28日公開（映倫番号 15656） - 照明、3分の予告篇プリントのみをNFCが所蔵[2]
- 『女の警察』 : 企画増田弥寿郎、監督江崎実生、原作梶山季之、脚本中西隆三、撮影横山実、主演小林旭、製作・配給日活、1969年2月8日公開（映倫番号 15603） - 照明、83分の上映用プリントをNFCが所蔵
- 『昇り竜鉄火肌』 : 企画児井英生、監督・脚本石井輝男、撮影北泉成、主演扇ひろ子、製作・配給日活、1969年3月29日公開（映倫番号 15769）
- 『続女の警察』 : 企画増井正武、監督江崎実生、原作梶山季之、脚本中西隆三、撮影横山実、主演小林旭、製作・配給日活、1969年5月28日公開（映倫番号 15860）
- 『昇り竜やわ肌開張』 : 企画児井英生、監督葛生雅美、監修石井輝男、脚本山崎巌、撮影北泉成、主演扇ひろ子、製作・配給日活、1969年7月12日公開（映倫番号 15937）
- 『日本残侠伝』 : 企画高木雅行、監督・原作マキノ雅弘、脚本マキノ雅弘・永田俊夫、撮影横山実、主演高橋英樹、製作・配給日活、1969年8月9日公開（映倫番号 15982） - 照明、94分の上映用プリントをNFCが所蔵
- 『侠花列伝 襲名賭博』 : 企画坂上静翁・松尾守人、監督小沢啓一、脚本星川清司、撮影横山実、主演松原智恵子、製作・配給日活、1969年9月27日公開（映倫番号 16044）
- 『嵐の勇者たち』 : 企画高木雅行、監督舛田利雄、脚本永原秀一、撮影、製作・配給日活、1969年12月31日公開（映倫番号 16169） - 照明、4分の予告篇プリントのみをNFCが所蔵[2]

### 1970年代
- 『鉄火場慕情』 : 企画坂上静翁・松尾守人、監督小沢啓一、脚本棚田吾郎、撮影横山実、主演松原智恵子、製作・配給日活、1970年2月21日公開（映倫番号 16226）
- 『怪談昇り竜』 : 企画児井英生・佐々木志郎、監督石井輝男、脚本曽根義忠・石井輝男、撮影北泉成、主演梶芽衣子、製作日活、配給ダイニチ映配、1970年6月20日公開（映倫番号 16352）
- 『スパルタ教育 くたばれ親父』 : 企画園田郁毅・川野泰彦、監督舛田利雄、原作石原慎太郎、脚本佐治乾・中野顕彰、撮影高村倉太郎、主演石原裕次郎、製作日活、配給ダイニチ映配、1970年8月12日公開（映倫番号 16458）
- 『土忍記 風の天狗』 : 企画今戸栄一・時枝国文、監督小沢啓一、原作小島剛夕、脚本星川清司、撮影横山実、主演高橋英樹・和泉雅子、製作日活、配給ダイニチ映配、1970年11月14日公開（映倫番号 16544）
- 『男の世界』 : 企画石原裕次郎・川野泰彦、監督長谷部安春、原案斎藤耕一、脚本中西隆三、撮影山崎善弘、主演石原裕次郎、製作石原プロモーション・日活、配給ダイニチ映配、1971年1月13日公開（映倫番号 16617）
- 『谷岡ヤスジのメッタメタガキ道講座』 : 企画園田実彦・時枝国文、監督江崎実生、原作谷岡ヤスジ、脚本山崎巌・鴨井達比古、撮影岩佐一泉、主演三波伸介、製作日活、配給ダイニチ映配、1971年3月20日公開（映倫番号 16682）
- 『人形佐七捕物帳』 : 主演林与一、制作東宝・NET、1971年4月10日 - 1971年10月2日放映（連続テレビ映画・全26回）- 長谷川一夫の撮影のみ担当[44]
  - 第1話『江戸一番のいい男』 : 監督田中徳三、脚本松浦達郎、撮影内海正浩、1971年4月10日放映
- 『関東破門状』 : 企画園田郁毅・浅野正孝、監督小沢啓一、脚本鴨井達比古、撮影安藤庄平、主演渡哲也・丘みつ子、製作日活、配給ダイニチ映配、1971年7月3日公開（映倫番号 16785）
- 『嫉妬』 : 製作江夏浩一・磯田啓二・銭谷功、監督貞永方久、原作藤本義一、脚本貞永方久・成田孝雄、撮影加藤正幸、主演岩下志麻・浅丘ルリ子、製作松竹大船撮影所、配給松竹、1971年11月13日公開（映倫番号 16941）
- 『気になる嫁さん』 : 主演榊原るみ、製作ユニオン映画、1971年10月6日 - 1972年9月27日放映（連続テレビ映画・全38回）
  - 第9話『なんという兄弟愛』 : 監督千野皓司、脚本山本邦彦・葉村彰子、撮影岩佐一泉、1971年12月1日放映
  - 第10話『突然の悲しみ』 : 監督千野皓司、脚本松木ひろし、撮影岩佐一泉、1971年12月8日放映
  - 第17話『果報は寝ていた』 : 監督平山晃生、脚本山本邦彦・葉村彰子、撮影岩佐一泉、1972年1月26日放映
  - 第18話『赤ちゃん欲しくなっちゃった』 : 監督平山晃生、脚本鶴島光重・葉村彰子、撮影岩佐一泉、1972年2月9日放映
  - 第21話『忘れられぬ故郷の風』 : 監督平山晃生、脚本山本邦彦・葉村彰子、撮影北泉成、1972年3月1日放映
  - 第22話『思いこんだら命がけ』 : 監督平山晃生、脚本鶴島光重・葉村彰子、撮影北泉成、1972年3月8日放映
  - 第26話『ギョーザと赤ちゃん』 : 監督平山晃生、脚本鶴島光重・葉村彰子、撮影岩佐一泉、1972年4月5日放映
  - 第27話『ただ今撮影中!』 : 監督千野皓司、脚本松木ひろし、撮影北泉成、1972年4月12日放映
  - 第28話『ヒヨコと同情』 : 監督千野皓司、脚本山本邦彦・葉村彰子、撮影北泉成、1972年4月26日放映
- 『蒼ざめた日曜日』 : 製作銭谷功・小林正彦・田波靖男、監督森谷司郎、原作曾野綾子、脚本田波靖男・井手俊郎、撮影金宇満司、主演浅丘ルリ子、製作石原プロモーション、配給東宝、1972年2月5日公開（映倫番号 17065）
- 『影狩り』 : 製作石原裕次郎・奥田喜久丸・小林正彦、監督舛田利雄、原作さいとう・たかを、脚本池上金男、撮影金宇満司、主演石原裕次郎、製作石原プロモーション、配給東宝、1972年6月10日公開（映倫番号 17215）
- 『影狩り ほえろ大砲』 : 製作石原裕次郎・奥田喜久丸・小林正彦、監督舛田利雄、原作さいとう・たかを、脚本池上金男、撮影金宇満司、主演石原裕次郎、製作石原プロモーション、配給東宝、1972年10月10日公開（映倫番号 17311）
- 『パパと呼ばないで』 : 監督千野皓司・平山晃生・田中知己、撮影岩佐一泉・北泉成、主演石立鉄男、製作ユニオン映画、1972年10月4日 - 1973年9月19日放映（連続テレビ映画・全40回） - 吉田協佐とともに照明
- 『反逆の報酬』 : 製作石原裕次郎・奥田喜久丸・小林正彦、監督沢田幸弘、脚本永原秀一・長田紀生、撮影金宇満司、主演石原裕次郎、製作東宝・石原プロモーション、配給東宝、1973年2月17日公開（映倫番号 17484）
- 『雑居時代』 : 監督千野皓司・平山晃生・手銭弘喜・小山幹夫、撮影藤井静・岩佐一泉・北泉成、主演石立鉄男、製作ユニオン映画、1973年10月3日 - 1974年3月27日放映（連続テレビ映画・全26回）
- 『水もれ甲介』 : 監督田中重雄・千野皓司・手銭弘喜・平山晃生・荒木功、撮影北泉成・伊佐山巌・山崎善弘、主演石立鉄男、製作ユニオン映画、1974年10月13日 - 1975年3月30日放映（連続テレビ映画・全25回） - 吉田協佐とともに照明
- 『俺たちの旅』 : 監督斎藤光正・出目昌伸・土屋統吾郎・恩地日出夫・大森健次郎・小山幹夫・木下亮、撮影伊佐山巖・片岡二郎・稲垣久夫・野口幸三郎、主演中村雅俊、製作ユニオン映画、1975年10月5日 - 1976年10月10日放映（連続テレビ映画・全46回） - 三萩国明とともに照明
- 『気まぐれ天使』 : 主演石立鉄男、製作ユニオン映画、1976年10月6日 - 1977年10月19日放映（連続テレビ映画・全43回）
  - 第1話『忍ぶれど……』 : 監督斎藤光正、脚本松木ひろし、撮影伊佐山巌、1976年10月6日放映
  - 第2話『働けど……』 : 監督斎藤光正、脚本松木ひろし、撮影伊佐山巌、1976年10月13日放映
  - 第5話『信ずれど……』 : 監督鶴島光重、脚本松木ひろし、撮影伊佐山巌、1976年11月3日放映
  - 第6話『君待てど……』 : 監督鶴島光重、脚本松木ひろし、撮影伊佐山巌、1976年11月10日放映
  - 第9話『シンデレラの靴』 : 監督田中知己、脚本松木ひろし、撮影伊佐山巌、1976年12月1日放映
  - 第10話『とらぬタヌキとマリアさま』 : 監督斎藤光正、脚本鶴島光重、撮影伊佐山巌、1976年12月8日放映

## ビブリオグラフィ
国立国会図書館蔵書等による一覧である。
- 『寺と僧の都ラングーン』藤林甲 : 『サングラフ』第6巻第6号通巻第53号所収、サン出版社、1956年6月発行、口絵。
- 『グラビア 北欧をいく裕次郎』藤林甲 : 『週刊東京』第5巻第28号通巻第199号所収、東京新聞社、1959年7月発行、p.47-49.
- 「特集座談会 大ヒットのかげにマコ夫人の涙ぐましい献身ぶり 裕次郎をかこむ『あいつと私』の内幕話」石原裕次郎・芦川いづみ・中原早苗・藤林甲・山崎善弘・中平康 : 『週刊平凡』第3巻第37号所収、平凡出版、1961年9月発行、p.24-29.

- 『「テレビ映画」雑感』藤林甲 : 『映画照明』第6号所収、日本映画照明協会、1975年7月発行[45]
- 『ひとりごと』藤林甲 : 『映画照明』第8号所収、日本映画照明協会、1976年7月発行[45]
- 『豊かなライティングを』藤林甲 : 『映画照明』第9号所収、日本映画照明協会、1977年1月発行[45]
- 「藤林甲・華麗る現場の王様」金沢正夫 : 『映画照明』第13号所収、日本映画照明協会、1979年1月発行[46]
- 「訃報 藤林甲との思い出」横山実 : 『映画照明』第15号所収、日本映画照明協会、1980年1月発行[46]